# Finský svaz ledního hokeje
Finský svaz ledního hokeje (finsky Suomen Jääkiekkoliitto, anglicky Finnish Ice Hockey Association) je národní hokejovou federací Finska. V roce 1927 zavedla Finská bruslařská asociace v rámci svého programu lední hokej a prostřednictvím této organizace se Finsko v roce 1928 připojilo k Mezinárodní hokejové federaci (IIHF). Finská asociace ledního hokeje byla založena 20. ledna 1929 a představovala sedmnáct klubů. Od konce 80. let Finsko zažívalo období úspěchu na mezinárodní scéně a od roku 2019 se podle IIHF umísťuje na třetím místě v mužském i ženském národním týmu.
V současnosti[kdy?] je ve Finsku okolo 61 000 registrovaných hráčů, z toho v kategorii mužů okolo 22 000 a v kategorii juniorů okolo 36 500 hráčů. Registrováno je také asi 3500 žen. V zemi je 220 krytých hřišť.
Finská asociace ledního hokeje značně investovala do rozvoje mládeže s cílem vyrábět hokejisty světové úrovně. Mužská finská hokejová reprezentace se pravidelně zúčastňuje elitní soutěže mistrovství světa.